# Michael Kenny
Michael Kenny RA (* 10. Juni 1941 in Liverpool; † 28. Dezember 1999 in London) war ein britischer Bildhauer und Zeichner, der auch Reliefs herstellt.

## Leben und Werk
Michael Kenny studierte von 1959 bis 1961 am Liverpool College of Art und von 1961 bis 1964 bei Reginald Cotterell Butler an der Slade School of Fine Art. Er hatte dort von 1981 bis 1982 einen Lehrauftrag. Von 1966 bis 1968 lehrte Kenny am Goldsmiths, University of London. Mitglied der Royal Academy of Arts wurde er 1986.
Michael Kenny arbeitet mit Holz, Metall, Kalkstein, Hornton- und Portland-Stein.

## Ausstellungen
- 1984 Retrospektive Michael Kenny, Lehmbruck-Museum, Duisburg
- 1977 documenta 6, Kassel[3]

## Auszeichnungen
- 1975, 1977 und 1980 Kunstpreis des Art Council
- 1964 Littlewood Sculptural Design Competition